# هارالد برجلاند
هارالد برجلاند (بالسويدية: Harald Berglund)‏ هو مصور سينمائي سويدي، ولد في 31 مارس 1904 في ستوكهولم في السويد، وتوفي في 23 نوفمبر 1980 في Skärholmen ‏ في السويد.

## وصلات خارجية
- هارالد برجلاند على موقع IMDb (الإنجليزية)
- هارالد برجلاند على موقع أول موفي (الإنجليزية)
- هارالد برجلاند على موقع قاعدة بيانات الأفلام السويدية (السويدية)
- هارالد برجلاند على موقع قاعدة بيانات الفيلم (الإنجليزية)
- هارالد برجلاند على موقع كينوبويسك (الروسية)